# حسد

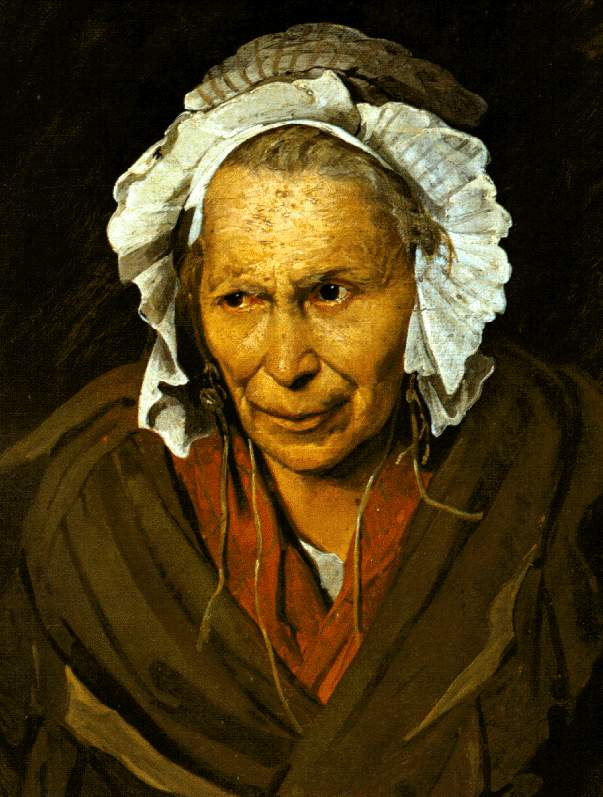
رسمة لإمرأة تعاني من هوس الحسد; للرسام تيودور جيريكو (1791–1824)

الحسد هو شعور عاطفي بتمني زوال قوة أو إنجاز أو ملك أو ميزة من شخص آخر والحصول عليها أو يكتفي الحاسد بالرغبة في زوالها من الآخرين. وهو بخلاف الغبطة فإنها تمنّي مثلها من غير حب زوالها عن المغبوط.
قال الفيلسوف الشهير بيرتراند راسل أن الحسد أحد أقوى أسباب التعاسة. ولا تقتصر التعاسة على الشخص الحاسد بسبب حسده. بل قد تصل إلى الرغبة في إلحاق مصائب بالآخرين. على الرغم من الحسد غالبًا ما يعتبر صفة سلبية. إلا أن راسل يؤمن أن الحسد هو القوة الدافعة نحو تطبيق مفهوم الديموقراطية وذلك لتحقيق نظام اجتماعي أكثر عدلًا ومساواة. مؤخرًا اقترح علماء النفس أن الحسد بشكل عام يقسم إلى حسد ضار وحسد إيجابي يشكل قوة محفزة إيجابية.

## الحسد في الإسلام
هناك نوعان من الحسد وهما:

### الحسد المذموم
ورد لفظ الحسد في القرآن الكريم 4 مرات.
- ﴿وَدَّ كَثِيرٌ مِنْ أَهْلِ الْكِتَابِ لَوْ يَرُدُّونَكُمْ مِنْ بَعْدِ إِيمَانِكُمْ كُفَّارًا حَسَدًا مِنْ عِنْدِ أَنْفُسِهِمْ مِنْ بَعْدِ مَا تَبَيَّنَ لَهُمُ الْحَقُّ فَاعْفُوا وَاصْفَحُوا حَتَّى يَأْتِيَ اللَّهُ بِأَمْرِهِ إِنَّ اللَّهَ عَلَى كُلِّ شَيْءٍ قَدِيرٌ ۝١٠٩﴾ (سورة البقرة-109).
- ﴿أَمْ يَحْسُدُونَ النَّاسَ عَلَى مَا آتَاهُمُ اللَّهُ مِنْ فَضْلِهِ فَقَدْ آتَيْنَا آلَ إِبْرَاهِيمَ الْكِتَابَ وَالْحِكْمَةَ وَآتَيْنَاهُمْ مُلْكًا عَظِيمًا ۝٥٤﴾ (سورة النساء-54).
- ﴿وَمِنْ شَرِّ حَاسِدٍ إِذَا حَسَدَ ۝٥﴾ (سورة الفلق-5).
- ﴿سَيَقُولُ الْمُخَلَّفُونَ إِذَا انْطَلَقْتُمْ إِلَى مَغَانِمَ لِتَأْخُذُوهَا ذَرُونَا نَتَّبِعْكُمْ يُرِيدُونَ أَنْ يُبَدِّلُوا كَلَامَ اللَّهِ قُلْ لَنْ تَتَّبِعُونَا كَذَلِكُمْ قَالَ اللَّهُ مِنْ قَبْلُ فَسَيَقُولُونَ بَلْ تَحْسُدُونَنَا بَلْ كَانُوا لَا يَفْقَهُونَ إِلَّا قَلِيلًا ۝١٥﴾ (سورة الفتح-15).

كما وردت عدة أحاديث عن نبي الإسلام محمد تنهى عن الحسد:
- عن أبي هريرة عن النبي صلى الله عليه وسلم، قال: «لا تحاسدوا ولا تناجشوا، ولا تباغضوا ولا تدابروا، وكونوا عباد الله إخوانا» صحيح مسلم بشرح النووي 254/35.
- وعن أبي هريرة قال أن النبي قال: «لا يجتمع في جوف عبد الإيمان والحسد» صحيح مسلم.
- وعن أبي هريرة أيضا رضي الله عنه أن النبي صلى الله عليه وسلم قال:«إياكم والحسد فإن الحسد يأكل الحسنات كما تأكل النار الحطب أو قال العشب» أخرج أبو داود والبيهقي.

#### الوقاية من الحسد المذموم
هنالك طرق عديدة للوقاية من الحسد منها:
- التجنب والابتعاد عن كل حاسد.
- قضاء الحوائج بالسر والكتمان.

عن معاذ بن جبل قال: قال رسول الله صلى الله عليه وسلم «استعينوا على قضاء حوائجكم بالكتمان فإن كل ذي نعمة محسود» الألباني في السلسلة الصحيحة 3/436.
- المواظبة على أذكار الصباح و المساء (التحصين اليومية للمسلم).
- الاستعاذة من شر الحاسدين.[6]

### الحسد المحمود
أي حسد الغبطة فهو الذي يحمل صاحبه على التشبه بالمتنافسين في الخير، مصداقا لقوله تعالى:﴿خِتَامُهُ مِسْكٌ وَفِي ذَلِكَ فَلْيَتَنَافَسِ الْمُتَنَافِسُونَ ۝٢٦﴾ [المطففين:26]
عن سالم عن أبيه عن النبي صلى الله عليه وسلم قال:«لا حسد إلا في اثنتين: رجل آتاه الله القرآن فهو يقوم به آناء الليل وآناء النهار ورجل آتاه الله مالا فهو ينفقه آناء الليل وآناء النهار»